# Pallidum
Pour les articles homonymes, voir Pallidum (homonymie).
En neuroanatomie, le pallidum est l'ensemble formé du globus pallidus (qu'on désigne aussi sous le nom de « pallidum dorsal ») et de la zone de substance grise située sous la commissure antérieure formant le pallidum ventral. Il fait partie du putamen, dans les ganglions de la base. 
Le pallidum dorsal est un relais important des ganglions de la base impliqué dans de nombreuses fonctions cognitives et dans la motricité tandis que la partie ventrale, en connexion avec le striatum ventral participe au système limbique.
Le pallidum ventral est activé lorsque l'on a faim. Une étude utilisant l'imagerie par résonance magnétique fonctionnelle a montré que le pallidum ventral était lié à l'aversion à certains aliments : sur les 30 personnes qui ont passé l'examen, la moitié n'aimait pas le fromage. Chez ces dernières, le pallidum ventral n'était pas activé lorsqu'elles sentait ou voyaient du fromage, alors qu'il s'activait pour tous les autres aliments.